# ATP de Barcelona de 2013
O ATP de Barcelona de 2013 foi um torneio de tênis masculino disputado em quadras de saibro na cidade de Barcelona, na Espanha. Esta foi a 61ª edição do evento e foi realizada no Real Club de Tenis Barcelona.

## Distribuição de pontos e premiação

### Pontuação
| Evento  | V   | F   | SF  | QF | Terceira rodada | Segunda rodada | Primeira rodada | Q  | Q2 | Q1 |
| Simples | 500 | 300 | 180 | 90 | 45              | 20             | 0               | 10 | 4  | 0  |
| Duplas  | 500 | 300 | 180 | 90 | 0               | —              | —               | —  | —  | —  |

### Premiação
| Evento   | V        | F        | SF      | QF      | Terceira rodada | Segunda rodada | Primeira rodada | Q2     | Q1   |
| Simples  | €389,300 | €177,500 | €82,700 | €39,460 | €19,200         | €10,230        | €5,955          | €1,100 | €570 |
| Duplas * | €121,460 | €54,810  | €25,850 | €12,500 | €6,390          | —              | —               | —      | —    |

* por dupla

## Chave de simples

### Cabeças de chave
| País | Jogador               | Rank1 | Cabeça |
| ---- | --------------------- | ----- | ------ |
| ESP  | David Ferrer          | 4     | 1      |
| ESP  | Rafael Nadal          | 5     | 2      |
| CZE  | Tomáš Berdych         | 6     | 3      |
| ESP  | Nicolás Almagro       | 12    | 4      |
| CAN  | Milos Raonic          | 15    | 5      |
| JPN  | Kei Nishikori         | 16    | 6      |
| ARG  | Juan Mónaco           | 20    | 7      |
| GER  | Philipp Kohlschreiber | 21    | 8      |
| POL  | Jerzy Janowicz        | 24    | 9      |
| FRA  | Jérémy Chardy         | 25    | 10     |
| SVK  | Martin Kližan         | 28    | 11     |
| ESP  | Fernando Verdasco     | 31    | 12     |
| FRA  | Benoît Paire          | 33    | 13     |
| BUL  | Grigor Dimitrov       | 34    | 14     |
| ESP  | Marcel Granollers     | 35    | 15     |
| BRA  | Thomaz Bellucci       | 39    | 16     |

- 1 Rankings como em 15 de abril de 2013

### Outros participantes
Os seguintes jogadores receberam convites para a chave de simples:
- Roberto Carballes-Baena
- Pablo Carreño-Busta
- Gerard Granollers
- Albert Montañés

Os seguintes jogadores entraram na chave de simples através do qualificatório:
- Kenny de Schepper
- Ernests Gulbis
- Jan Hájek
- Marc López
- Guillermo Olaso
- Dmitry Tursunov

O seguinte jogador entrou na chave de simples como lucky loser:
- Jan-Lennard Struff

### Desistências
Antes do torneio
- Roberto Bautista-Agut
- Richard Gasquet
- Feliciano López
- Leonardo Mayer

Durante o torneio
- Thomaz Bellucci (lesão abdominal)

## Chave de duplas

### Cabeças de chave
| País | Jogador              | País | Jogador           | Rank1 | Cabeça |
| ---- | -------------------- | ---- | ----------------- | ----- | ------ |
| USA  | Bob Bryan            | USA  | Mike Bryan        | 2     | 1      |
| ESP  | Marcel Granollers    | ESP  | Marc López        | 7     | 2      |
| SWE  | Robert Lindstedt     | CAN  | Daniel Nestor     | 11    | 3      |
| PAK  | Aisam-ul-Haq Qureshi | NED  | Jean-Julien Rojer | 17    | 4      |

- 1 Rankings como em 15 de abril de 2013

### Outros participantes
As seguintes parcerias receberam convites para a chave de duplas:
- Gerard Granollers /  Albert Montañés
- Albert Ramos /  Tommy Robredo

A seguinte parceria entrou na chave de duplas como alternate:
- Nikolay Davydenko /  Denis Istomin

## Campeões

### Simples
- Rafael Nadal venceu  Nicolás Almagro 6–4, 6–3

### Duplas
- Alexander Peya /  Bruno Soares venceram  Robert Lindstedt /  Daniel Nestor 5–7, 7–6(9–7), [10–4]